# Чам, Мухаммед
Мухаммед Чам Сарачевич (нем. Muhammed-Cham Saračević; род. 26 сентября 2000, Австрия) — австрийский футболист, полузащитник турецкого клуба «Трабзонспор» и сборной Австрии.

## Клубная карьера
Чам — воспитанник клубов «Ред Стар Пенцинг», «Ганновер 96» и «Вольфсбург». 31 июля 2019 года в матче против «Редена» Мухаммед дебютировал за дубль последних. Осенью 2019 года перешёл в «Адмира Ваккер Мёдлинг». 21 сентября в поединке против «Санкт-Пёльтен» он дебютировал в австрийской Бундеслиге.
В октябре 2020 года стал игроком французского «Клермона», сумма трансфера составила 950 тысяч евро. На следующей день после перехода, Чам на правах аренды стал игроком датского «Веннсюссель». 18 октября в матче против «Фредериция» он дебютировал в датской Первой лиге. 7 марта 2021 года в в поединке против «Хельсингёра» он забил первый гол за новый клуб.
Летом 2021 года был арендован австрийским клубом «Аустрия» из Лустенау. 25 июля в матче против ГАК Мухаммед дебютировал за новый клуб. 13 августа в поединке против «Флоридсдорф» отметился первым голом за «Аустрию». 6 августа 2022 года в матче против «Пари Сен-Жермен» Чам дебютировал за «Клермон». 14 августа в поединке «Реймса» он забил первый гол во французской Лиге 1.
Летом 2024 года стал игроком турецкого клуба «Трабзонспор». 1 сентября в матче против «Эюпспор» Чам дебютировал за новый клуб.

## Международная карьера
25 сентября 2022 года в матче Лиги наций УЕФА против сборной Хорватии Чам дебютировал в составе национальной сборной Австрии.